# Heinrich Denifle
Friedrich Heinrich Suso Denifle (født 17. januar 1844 i Imst i Tyrol, død 10. juni 1905 i München) var en katolsk teolog.
1861 indtrådte han i Dominikanerordenen og blev præsteviet 1866. Han var i en årrække teologisk lærer ved Dominikanerklostret i Graz, men kaldtes 1880 til Rom. 1883 fik han ansættelse i det vatikanske arkiv, og 1896 blev han underarkivar sammesteds.
Denifle var en stor kender af middelalderens teologi og universitetsvæsen og en ualmindelig lærd mand, og han var tillige en dygtig arkivar. Han har udgivet et stort antal skrifter, blandt hvilke må nævnes »Das geistliche Leben« (1873), »Der Gottesfreund im Oberland und Nikolaus von Basel« (1875), »Das Buch von der geistlichen Armut« (1877), Suso’s Skr (1876-80), »Taulers Bekehrung« (1879), »Die Universitäten des Mittelalters bis 1400« I (1885), Specimina palaeographica regestorum romanorum pontificum ab Innocentio III ad Urbanum V (1888) og navnlig »Luther und Lutherthum in der ersten Entwickelung« (1904), hvortil slutter sig »Quellenbelege« (1905). 
Der er kun få skrifter inden for den moderne teologis frembringelser, der har vakt et sådant røre som sidstnævnte skrift. Denifle søger her at give en fuldt ud historisk skildring af Luther, idet han tilsyneladende bygger på citater af Luthers og samtidiges skrifter; men ved en ualmindelig uvillig fortolkning får han Luther gjort til et rent uhyre i alle henseender, ikke mindst i sædelig. I den protestantiske kirke
rejste alle betydelige Luther-Forskere sig som een mand mod Denifle, og der fremkom en hel skare modskrifter mod ham, som han atter svarede
på med skriftet »Luther in rationalistischer und christlicher Beleuchtung« (1904). 
Døden overraskede ham, inden han fik sit værk om Luther gjort færdigt. Anden udgave af det blev afsluttet af A.M. Weiss, der også tilføjede et nyt bind »Lutherpsychologie« (1906). Denifle har fremdeles, sammen med Franz Ehrle, 1885 grundlagt »Archiv für Litteratur- und Kirchengeschichte des Mittelalters«, og sammen med Émile Chatelain udgav han Chartularium universitatis Parisiensis I-IV (Paris 1889-97) og Auctarium chartularii universitatis Parisiensis I-II (Paris 1894-97).